# Vagula
Vagula (võro: Vagola) är en by (estniska: küla) i Võru kommun i landskapet Võrumaa i sydöstra Estland. Byn ligger nordväst om staden Võru, vid vägskälet där Riksväg 2 (E263) möter Riksväg 69. Söder om byn ligger sjön Vagula järv.